# フィエッセ
フィエッセ（伊: Fiesse）は、イタリア共和国ロンバルディア州ブレシア県にある、人口約2,000人の基礎自治体（コムーネ）。

## 地理

### 位置・広がり

#### 隣接コムーネ
隣接するコムーネは以下の通り。括弧内のMNはマントヴァ県、CRはクレモナ県所属を示す。
- アーゾラ (MN)
- カザルロマーノ (MN)
- ガンバラ
- レメデッロ
- ヴォロンゴ (CR)

### 地震分類
イタリアの地震リスク階級 (it) では、3 に分類される
。